# Tunahan Eser
Tunahan Eser (* 28. März 1993) ist ein türkischer Badmintonspieler, der im Parabadminton in der Startklasse STU5 an den Start geht und eine Medaille bei einer Weltmeisterschaft errang.

## Leben und Karriere
Eser stammt aus Afyonkarahisar. Sein Trainer ist Özlem Yaşar.
Bei der Weltmeisterschaft 2011 in Guatemala-Stadt errang Eser mit 18 Jahren und 242 Tagen die Bronzemedaille, als er mit seinem Spielpartner und Landsmann İlker Tuzcu im Halbfinale gegen die späteren Weltmeister, die Malaysier Cheah Liek Hou und Suhaili Laiman, mit 12:21, 14:21 ausschied. Die Türken teilten sich ihre Bronzemedaille mit dem Duo Eyal Bachar (Israel)/Antony Forster (England). Im Einzel startete er mit Eyal Bachar und dem Spanier Jesus Pablo Ramos Montes in Gruppe A und belegte Platz zwei hinter Bachar. Im Viertelfinale schied er dann gegen Lee Meng-yuan aus Chinesisch Taipeh mit 21:13, 17:21, 18:21 aus.